# Плотников, Андрей Павлович
Андрей Павлович Плотников — советский хозяйственный, государственный и политический деятель.

## Биография
Родился в 1912 году в Фастовецкой. Член КПСС.
С 1930 года — на хозяйственной, общественной и политической работе. В 1930—1985 гг. — заведующий начальной школой, инспектор Тихорецкого районо, директор начальной школы, инструктор Краснодарского крайземотдела, слушатель ВПШ, старший референт НКИД СССР, помощник политического советника Советской военной администрации в Германии, старший преподаватель Актюбинского пединститута, зам, зав.
отделом, руководитель лекторской группы Актюбинского обкома партии, лектор ЦК Компартии Казахстана, заведующий отделом Карагандинского обкома партии, заведующий идеологическим отделом Южно-Казахстанского крайкома партии, заведующий отделом Чимкентского обкома партии, завотделом пропаганды и агитации ЦК Компартии Казахстана, заместитель Председателя Президиума Верховного Совета Казахской ССР.
Исполнял обязанности Председателя Президиума Верховного Совета Казахской ССР с 23 февраля по 21 марта 1984 года.
Избирался депутатом Верховного Совета Казахской ССР 7-10-го созывов.
Умер в Алма-Ате в 1991 году.